# 新井リマ
新井 リマ（あらい りま、2000年10月3日 - ）は、日本のAV女優。LIGHT所属。

## 略歴
2021年6月、SODクリエイトのレーベル「KMHR」（キミホレ）専属女優としてAVデビュー。11月にメーカー専属を離れ、企画単体女優に転向。
2022年5月発売の週刊プレイボーイでは「ちょいギャルブームに火をつけた先駆者」として取り上げられた。
2023年7月10日週FANZAレンタルフロアランキングにて『彼氏の中年パパのクンニがドストライク! クンニしてくれない彼氏に悩んでいた私が彼のパパに相談したらその場で舐めまわしてくれて… あまりにも気持ち良くてそのまま流されSEXしたらチ●ポの相性バツグンで何度も浮気中出ししまくった 新井リマ』が1位を記録。同年7月度のFANZAレンタルフロアの月間AV女優ランキング1位。
同年10月30日週のFANZA通販フロアランキングで『よだれをた～っぷり飲ませてくれる制服美少女のとろっとろベロちゅう唾液性交 新井リマ 柏木こなつ』が初登場6位を記録した。
2024年1月29日週FANZA通販フロアランキングにて『ナンパした娘が可愛らしい見た目なのに本当はクソ生意気なメスガキでエロマンガのように逆レ○プ搾精されてしまった 新井リマ』（MAXING）が初登場7位を記録。
同年2月12週FANZA通販フロアランキングにおいて、出演した『MOODYZファン感謝祭 バコバコバスツアー2024 AV男優発掘＆育成スペシャル!! AV男優を目指す素人16名とAV女優16名の1泊2日大乱交ツアー!』が初登場1位となった。
同年3月18日週FANZA通販フロアランキングにて、『僕だけにしか聞こえないささやき声で密着誘惑されて中出し童貞卒業 新井リマ』が初登場8位となる。
同年9月14日、台湾・JKFが共催のもと、日本初のセクシー女優のみで行うプール撮影会『TREND GIRLS 撮影会 2024』に参加。「可愛すぎる」と報道された。
同年12月3日公開の『ネトラレ、純愛。』（堂ノ本敬太監督）で映画初出演。12月9日週FANZA動画フロアランキングにて、同年7月発売の『販売数20,000超え! 乳首責め特化の人気作を実写化!! ちくび当てゲームにハマった幼馴染―実写版― 新井リマ』（MOODYZ）が2位に急浮上。
2025年2月17日週FANZA動画フロアランキングにて出演した『モテないボクに訪れたミラクル!! 禁断の儀式をしたらまさかの巨乳サキュバス5姉妹召喚!! 1vs5のヤリまくり無限∞射精ハーレム新婚生活』（KMPVR-彩-）が初登場9位。
同年3月29日週FANZA通販フロアランキングにて、『男のプライドをヘシ折る罵倒風俗 新井リマ』（h.m.p）初登場5位記録。
同年4月14日週FANZAレンタルフロアランキングにて、『嫌いな義父に夜這いされて… 新井リマ』（ワンズファクトリー）が1位を獲得。翌4月21日週FANZAレンタルフロアランキングでも同作が2位に留まった。同年FANZAレンタルフロア4月度女優ランキングでは2位。5月には『TREND GIRLS撮影会2025』に参加。同所でのインタビューでは「みんながいるからリマちがここに居続けられる」と感謝を述べた。
同年6月より、MOODYZ（ムーディーズ）、kira☆kira、ワンズファクトリーのトリプル専属となる。

## 人物
- 兵庫県出身[2]。愛称はリマち[1]。初体験は19歳の時に当時の交際相手とホテルで[23]。処女を守ってるつもりもなかったので「やっとだ」と思ったが、実際に体験すると感慨もなく「こんなもんか」だったという[23]。
- 趣味は貯金[2]で、口座の金額が増えていくのを見るのが好き。「自立して生きていくこと」が目標で、上京時の資金も高校生の頃にアルバイトで貯めた貯金を使い、親からの援助は最低限に留めた。また、普段外食を全くしないわけではないが、なるべく母親から教わった料理で自炊するようにしている[24]。
- テレビ業界の就職を考えたが、わけあって挫折[7]。夢が断たれた時にどうしようと考えたとき、過去にクラスの男子に見せられたAVのことを思い出し、AVってどうやって作るんだろうと考え、素朴な疑問を解決しようとAV事務所に電話したことがデビューのきっかけ[23]。就職説明会のノリでその世界のことを聞きたかっただけで女優になる気持ちはなかった[23]。友人に相談した際、止められたり覚悟があるのかと聞かれたことで、「カラミのシーンってカットがかかるのかな」「本当におちんちん入れてるのかな」等の好奇心が止まらなかったことでデビューを決意[23]。
- デビュー作の撮影は2月に行われたが、6月の発売に合わせるため夏服で冬の渋谷を歩いた[25]。その結果、中高生に好奇な目で見られ、通行人からも写真撮影された[25]。絡みの撮影では男優から褒められ、AVの撮影で自信が付いたという[25]。
- 前述のように興味本位で業界入りしたため、性的欲求が強いわけでもなく、「全くないわけではないが、根本的に薄い」[26]。仕事のモチベーションは「嘘と思われるけどファンの存在が一番大きい。君たちのおかげなんだぞ!って声を大にして言いたい」[26]。目標は「女の子にも好かれる女優」[26]。憧れの女優などはなく、「私は私のままで、我が道を行きたい。私がやりたいことをやってる姿を見て、ハマってくれるファンがいればうれしいです。ナンバーワンよりオンリーワン」と述べている。また今後仕事を辞める時が来ても「AV女優」という肩書きはついて回るため、偏見に負けない舐められない人間、自己肯定感の高いしっかりした女性でありたいと語っている[26]。
- 「ちょいギャル」キャラクターでデビューし、ギャルの役を演じることも多いが、交際人数よりも経験人数のほうが多い＝恋愛経験値は高くないことを公にしている[23]。このためイチャラブ作品で自由演技を求められた際には、どうしたらいいかわからなかったと明かしている[23]。
- 役柄には入り込むタイプで、初のレズ作品では「裏で何と言われるかわからないトラウマから、女子がずっと苦手だったが、一人の女の子との出会いで心が解放される」という役回りだったことから撮影終わりには寂しい気持ちが募り号泣した（相手役は沙月恵奈）[27]。

## 作品
◎はBD版発売作品。

### アダルトDVD / BD
- お顔も体も最高だな? 意外と真面目でちょいMな最高にたまらんちょいギャル AV debut 新井リマ（6月24日、SODクリエイト）[7]
- 見た目はちょいチャラいけどほんとはウブなちょいギャルをハンパないMに開発させちゃうイカせまくりドキュメント 新井リマ（7月22日、SODクリエイト）
- 最高においしそうな体、いただきますw 体液まみれでヌルテカなえちえちギャルをベロベロ舐め回しまくった 新井リマ（8月26日、SODクリエイト）
- こんな子と毎日中出しせっくすしてえええ!めっちゃセフレにしたい 最高な体のギャルとガチ中出し(←人生初)デート♡ 新井リマ（9月23日、SODクリエイト）
- 「ナマでセックスしよーよ♡」 ちょいギャルリマと日向子が精子ヌキヌキしまくる 中出し逆3Pハーレム♡ 新井リマ 森日向子（10月21日、SODクリエイト）
- 【ALL自撮り動画】 修学旅行中東京で男を喰いまくったえっちな記録 新井リマ（11月25日、SODクリエイト）
- 呼べばホイホイクラブにやってくるキメセクギャルビッチ!! りまちゃん（12月21日、kira☆kira）
- 若くて可愛い子が多いマッチングアプリ(T●nd●r)を使えば 歌●伎町の人気コンカフェ店員 超絶クビレてるFcup美少女リマちゃん(20歳)に中出し&タダマン化だって余裕!!（12月21日、E-BODY）
- 世界一可愛い な・J民（12月21日、バビロン/妄想族）
- 陽キャGALは陰キャ男子が大好物!? 舐めプで速攻昇天の童貞を勃起連射で奮い立たせる裏テク披露! 終わらないエンドレス射精&中出し!（12月21日、ABC/妄想族）

- 完璧すぎ★ゴム嫌い女（1月4日、バビロン/妄想族）
- 生アナル舐められ予備校生 〜flavors×マジックミラー便コラボ企画〜 授業帰りのむれむれ肛門の匂いを嗅がれケツ穴を舐めほじられ恥じらい悶絶イキ!発情未成年オマ○コに生ハメされるとケツ穴ヒクヒク丸見えSEXでおねだり中出し!（1月4日、ディープス）※「ななみ」名義
- 欲求不満の超美乳Fカップ女子学生 バイト先の絶倫カフェ店長とデキちゃって、顔射!膣出し!ハメまくる密着動画をシェア! 新井リマ（1月11日、オーロラプロジェクト・アネックス）
- キャバクラ潜入盗撮 キャバ嬢を口説いて店内で至極の裏接待 美人キャバ嬢のおま○こに御法度ナマ挿入!!（1月21日、DOC）
- ナンパコNo.14 「職場近くは気まずいから!」と激カワどエロなショップ店員に怒られたけどナンパ成功して3連続中出し!（1月27日、FIRST STAR）
- な・J民だお（1月27日、MERCURY）
- 地方局女子アナガチナンパ 生放送前に奇跡のAV出演→包茎男子と連続生中出しSEX（1月28日、赤面女子）
- 彼女が不在の間、逆バニーでボクを誘惑 杭打ち騎乗位中出しプレス 新井リマ（2月1日、BeFree）[28]
- SNSで出会ったその日限りのJ●とホテル2時間休憩コースのはずだったのに、こっそり媚薬を盛ったら、ずーっとチ●ポ抜いてくれない! 延長中出し5発ヤリまくり（2月1日、ナンパJAPAN）
- 生好き♡（2月12日、MERCURY）
- 女子のイキ顔を堪能するバーチャルクンニ（2月22日、SEX Agent/妄想族）
- デリヘル呼んだら昔ボクをイジメていたリマが来たので生チ○ポで復讐することにした 新井リマ（3月3日、MILK）
- 寝取らせ検証『綺麗な裸を残しておきたい』メモリアルヌード撮影で共演した夫よりも若いモデルの他人棒を見て愛液を垂らした妻はその後、SEXしてしまうのか? VOL.14（3月10日、DANDY）
- 変態おっさんのパコ活動画 りまたん（3月15日、チキチキカマー/妄想族）
- 関西からやって来るヤァ! ヤァ! ヤァ! WギャルJ○のチャイニーズタウン円光ツアー リマ & あおい（3月15日、kira☆kira）
- ガチナンパ! 看護師さん! もうガマンできないっ! ヤラせてください! 止まらない膣キュンアクメで中出し11発!（3月15日、ナンパーズ）
- ツキマトイ盗撮痴漢（3月18日、DOC）
- 玉が空っぽになるまで精液を搾りとる! 出張オイルマッサージ 新井リマ（3月20日、プラネットプラス/七狗留）
- 失禁するまでくすぐりしてみた 2（3月22日、SEX Agent/妄想族）
- 女子校のヤリモク修学旅行 教え子に手を出し、大事な学校行事も女子生徒のカラダを弄ぶことしか考えてないエロ教師たちと、オナ禁命令されて発情中の女子学生たちとのエッチで楽しい思い出作り!（3月24日、SWITCH）
- 関西ギャルはち○こを愛でるのが好き! Fカップと極上くびれで話題沸騰中 新井リマ（4月5日、S-Cute）
- 『こんな時、新井リマならどうする?』リアル検証ドキュメント! M女モノの撮影だと聞かされていたのに真逆な展開! M男相手にAV女優ならどうする!?（4月12日、バルタン）
- 「童貞君の包茎ち○ぽの皮を剥いて洗ってもらえませんか!?」 親友二人で童貞君と密着混浴! 仲良く一緒にち○ぽを泡洗い! カチカチにズル剥けた童貞ち○ぽに赤面発情! そのまま優しくハーレム筆おろしSEX!（4月22日、赤面女子）
- 写真部で片思いしてた同級生と卒業ぶりの再会で突然始まった同居生活、人生ドン底の僕をずっと優しく励ましSEXしてくれて好きが爆発した 新井リマ（4月26日、h.m.p DORAMA）
- 【没入感MAX! 完全主観 & バイノーラル録音】彼女の親友がバレたら絶体絶命な状況で中出しおねだり囁き誘惑 新井リマ（5月3日、kawaii*）
- にこいち 昏睡拉致・睡眠輪○（5月5日、素人39）
- ごっくん大好き! タダまんドスケベ女子!! 新井リマ（5月20日、プラネットプラス/七狗留）
- 東京中出し部 Vol.04 8名240分（5月27日、MERCURY）
- ずっとイチャラブ♡ 最高の距離感で究極恋愛 何度もSEXした僕と彼女の10年間の記録 新井リマ（6月3日、h.m.p）
- 「ホンマに擦るだけやからな…」 友達の美乳くびれ彼女に股間をグリグリ押し当てる匂わせ素股騎乗位で童貞チ○ポを擦られまさかの先っぽヌルッと挿入!! 新井リマ（6月7日、LUNATICS）
- 完全ドキュメント! Fカップ関西弁ギャル、コスプレ玩具エッチが大好物 新井リマ（6月7日、パコパコ団とゆかいな仲間たち/妄想族）
- 相席居酒屋でナンパした仲良し2人組をお持ち帰り。コソコソHしていると隣の部屋にいるガードの堅い女友達はヤラせてくれるか 其の32（6月7日、変態紳士倶楽部）
- 最低10発はヌクッ!! 巨乳を震わせながらイキまくる何発でも中出しOKの巨乳媚薬サロン 新井リマ（6月14日、unfinished）
- 部屋連れ込み隠し撮りSEX そのまま勝手にAV発売 9（6月17日、DOC）
- SSS級 奇跡のカラダ30日間以上禁欲ムラムラ美少女の性欲爆発ずーっとガチハメ中出し温泉旅行4パコ2日（7月8日、赤面女子）
- 昼夜問わず住人のオトコとSEXしまくる痴女巨乳大家の全員穴兄弟アパート 新井リマ（7月12日、Million）
- 押しに弱いエステティシャンへハミ出し勃起チ○ポをアソコに押し当てパンツ越し先っぽグリグリ挿入! 欲しがるまで焦らしコスればナマSEXできちゃうのか? Vol.6（7月19日、はじめ企画）
- 糸引くほどのびしょ濡れマ○コを触らせ、吐息を漏らして勃起させてくるスレンダー美少女な幼馴染 新井リマ（7月26日、ROYAL）
- パパ活相手の1発10万最上級の制服ギャルと即ハメ暴発! すぐ終わりたくないから… 早漏をゴマかす追撃ピストンで100万分中出し! 新井リマ（8月16日、MOODYZ）
- 【シンママ予備軍】 SEXのハードルが低すぎるうちの汗っかき長女が毎日裸で我慢デキない! 新井リマ（9月6日、MOODYZ）
- 垂直落下で打ち下ろす衝撃! 杭打ち騎乗位 × 種付けプレス 新井リマの潮吹き中出しガチセックス（9月6日、TEPPAN）
- 【美脚エロ動画】 手脚の長いイマドキ体型女子限定! スレンダー女子と中出しSEX4時間21発!（9月6日、ナンパJAPAN）
- おじさんが好きすぎるギャル おじさんの頼みならごっくんだって中出しだってなんだかんだで全部許しちゃう! 新井リマ（9月20日、無垢）
- 花火大会の夜、狂わせた突然の大雨 失恋して傷心びしょ濡れクラスメイト女子と駆け込んだラブホ相部屋雨宿り中出し 新井リマ（9月27日、本中）
- タダマン File13 リマ 21歳 都合のよいセフレに精飲と中出しまくった記録（10月11日、ティーチャー/妄想族）
- 淫語乳首責めでダメ執事を連続射精!! 社長令嬢のお仕置きサディスティックROOM（10月11日、BAZOOKA）
- スクールカースト上位女子のセフレに指名された性欲だけが取り柄なチー牛の僕 新井リマ（10月18日、MOODYZ）
- 家出少女を拾って、ワンルーム合法共同生活 ノーハンド中出しSEXで触らないように抵抗したら家出少女の痴女化がエスカレート 新井リマ（10月18日、本中）
- 親友の彼女とキャンピングカー駆け落ちした週末、僕の人生で一番濃厚で充実した中出しSEXに蕩け堕ちた。 新井リマ（11月4日、h.m.p）
- 女のイラマ（強制クンニプレス）で窒息寸前! ボクも親父も女性上位でヤラレまくり! 新井リマ（11月8日、ROYAL）
- 潜入!! 噂のリンパマッサージ店 14 「裏オプション、いかがなさいますか?」（11月15日、LEO）
- 妻の連れ子の制服J●がウザいくらいの甘えん坊! 中年パパにキスしてフェラしてまたキスして密着ベタベタ中出し性交 新井リマ（11月15日、本中）
- 「唾液で超ベトベト! 変態先生はウチのオモチャ!」 からかい上手な教え子の小悪魔キッスでヨダレ溺れイキ! ベロチュー密着杭打ちで何度も中出し 新井リマ（12月6日、MOODYZ）
- 「ウチとヤレるのにチキっとるやん!?w」 童貞すぎて初めての彼女にフラれた僕を見かねた関西ネオギャル美乳幼馴染がSEXの練習相手になって何度も中出しさせてくれた。 新井リマ（12月6日、LUNATICS）
- 彼女のお姉さんは巨乳と中出しOKで僕を誘惑 新井リマ（12月20日、OPPAI）

- 「シャワーだけでも浴びなよ」 終電なくなり同僚女子社員の部屋に… 無防備すぎるおっぱいと生脚に興奮した僕は一晩中モウレツに中出ししまくった… 新井リマ（1月3日、kawaii*）[29]
- 「えっ! 今、ナカに出したでしょ?」 早漏をゴマかす暴発後の延長ピストンで抜かずの追撃中出し!! 新井リマ（1月3日、ワンズファクトリー）
- 制服女子と性交 制服着用中出しSEX少女5人4時間（1月3日、ナンパJAPAN）※オムニバス作品
- サイコー関西弁ギャル・新井リマをアンタのお宅にお貸しすんで～!!（1月17日、kira☆kira）
- 【シコり過ぎ注意】 個撮・ドスケベ娘・肉尻・ギャル・中出し・ハメ撮り（1月17日、チキチキカマー/妄想族）
- はじめて彼女ができたので幼なじみとSEXや中出しの練習をする事にした 新井リマ（2月21日、MOODYZ）
- 極道の娘に勃起が抑えられなくて中出ししまくった僕。 新井リマ（2月21日、本中）
- 美少女ヌード観察50人（2月28日、UMANAMI）
- 彼氏の中年パパのクンニがドストライク! クンニしてくれない彼氏に悩んでいた私が彼のパパに相談したらその場で舐めまわしてくれて… あまりにも気持ち良くてそのまま流されSEXしたらチ●ポの相性バツグンで何度も浮気中出ししまくった 新井リマ（3月7日、MOODYZ）
- 会社飲みで終電逃してオンナ上司の家にお泊りしたら早漏なのがバレて金曜の夜から月曜の朝まで強制射精させられたボク 新井リマ（3月7日、ワンズファクトリー）
- 親の再婚でできた姉2人と子供部屋が相部屋に! W痴女姉妹に挟まれて毎日杭打ち中出しされたボク…。 新井リマ 横宮七海（3月21日、OPPAI）
- 今夜お姉ちゃんが帰ってくるまでずっーと乳首いじっててあげる 新井リマ（3月24日、h.m.p）
- BSS 僕が先に好きだったのに… ある日、童貞を奪ってくれた幼馴染がイケメン巨根男とハメ撮りSEXしながらテレビ電話をかけてきた。まさか… 中出しもした? 新井リマ（3月28日、本中）
- 幼馴染のおっぱいがポロリ・チラリ 小さい頃からノーブラで遊びに来る幼馴染の無自覚誘惑とグングン成長する美乳おっぱいに我慢できず… 新井リマ（4月4日、MOODYZ）
- ニヤニヤからかってくる妹のま○こ食い込みパンチラに理性ぶっ飛び暴走ピストン 新井リマ（4月18日、MOODYZ）
- 昔俺の事が好きだった地味な教え子が、色気漂う巨乳人妻に進化していたので、性欲が尽き果てるまで生ハメしまくった…。 新井リマ（4月25日、マドンナ）
- M男 × 見張りNTR 人きちゃうから早く終わらせろよッ! ずっと好きな幼馴染からセックスする為の見張り役に任命された僕は、何度も何度も中出しを見せつけられた… 新井リマ（5月2日、MOODYZ）
- 『こんな時、新井リマならどうする？』リアル検証ドキュメント! M女モノの撮影だと聞かされていたのに真逆な展開! M男相手にAV女優ならどうする!?（5月11日、BALTAN）
- 南麻布某高級メンズエステ盗撮 交渉不要マルチアングル中出し基盤4名（5月30日、ナンパJAPAN）
- 可愛い子限定 令和の美少女素人SEX 巨乳・ギャル・田舎娘・美少女全員中出し（5月30日、ナンパJAPAN）
- 僕だけが知ってる学級委員長の裏顔。 学年一の清楚なクラスメイトからド下品にアナルを見せつけられて誘惑杭打ち中出しされちゃった僕。 新井リマ（6月6日、MOODYZ）
- 何コレ?! こんなの初めてっ!! 媚薬がたっぷりしみ込んだ布が、第2の皮膚となって全身を覆う常識破りの快感エステ!! 3（6月15日、LEO）
- First Love 初恋 恋人が出来ていた初恋の元カノと東京で再会した日から、時間を忘れて何度も会って中出ししまくった日々。 新井リマ（6月20日、MOODYZ）
- 狙われた私の敏感チクビ… ネッチョリこねくり姦されたチクイキ女子学生 新井リマ（7月4日、kawaii*）
- クラスの女子グループにいじめられて勃起しちゃう僕は、転校生リマちゃんの関西弁励ましフェラチオで弱チン底上げ射精しまくった 新井リマ（7月25日、グローリークエスト）
- 性欲強すぎて好き放題! あま～い唾液だっらだらぁで自ら腰をぶん回す! あおいれなとM男くん家にいきなり突撃いたします スケベの天才 新井リマ（7月25日、ダスッ!）
- Red Dragon 新井リマ（8月8日、ゴールド/妄想族）
- 入院生活が長すぎて無防備な新人ナースのぱつぱつスケパン尻で毎日勃起してしまう僕 4（8月10日、LEO）
- 体育大生の汚部屋にクレーム凸したらヤられてヤって抜かずの連続中出し54発 新井リマ（8月24日、Materiall）
- 母の再婚相手が初恋の担任だった…。数年分の『好き』と『嫉妬』が爆発! 危険日なのに何度も中出しさせる逆夜這い生活 新井リマ（9月5日、MOODYZ）
- ラッキーな胸チラを発見し、気づかれないように見てたけど、やっぱりバレてた?! 25 ヨガインストラクター編（9月7日、LEO）
- ぷにもちオッパイでご主人様をイカせまくる全裸メイドの神奉仕ハーレム 新井リマ 桐條紗綾 弥生みづき（9月12日、Million）
- エロい完全着衣で男を悩殺するハイレグ痴女 新井リマ（9月19日、ミル）
- 彼女いるのにおっきしちゃったネ W小悪魔ハーレム中出し 彼女の不在中、自宅に押し掛けてきた後輩2人に襲われそうになった僕は 彼女が帰宅しそうになったら野外に連れ出され密着キスされて勃起しちゃったら即ホテル行き 新井リマ 松本いちか（9月19日、MOODYZ）
- エロすぎる同居人 ～ドスケベ姉妹と1K同居生活～（9月19日、E-BODY）
- 【シコり過ぎ注意】 個撮! ドスケベ娘! 巨乳! 肉尻! ギャル! 中出し! ハメ撮り! フル勃起で金玉カラッポでシコり過ぎ注意!（9月19日、チキチキカマー/妄想族）
- 新井リマ Complete Best 9時間（9月22日、h.m.p）※単体ベスト
- 妹の処女はウチが守ってやるからなッ 僕が絶倫ヤリチンと知った正義感強めな彼女のギャル姉ちゃんに初めてのお泊りの日からハメ倒されて中出し管理され続けたラッキースケベな日々。 新井リマ（9月26日、本中）
- 新井リマの凄テクを我慢できれば生★中出しSEX!（10月3日、ワンズファクトリー）
- いつも僕をバカにする彼女の妹の関西メスガキ巨乳J系を徹底乳首調教で敏感早漏体質に仕立てあげ乳首イキ中出しオナホにした。 新井リマ（10月3日、LUNATICS）
- 逃亡者 かくまって貰う為に元カレ達の家に突然上がり込み押し付けすっぽん中出し性交する特殊詐欺犯 新井リマ（10月10日、ダスッ!）
- 単位欲しさにM字開脚くぱぁ誘惑されガニ股騎乗位で痴女ってくる 生意気なビリけつギャルに20発中出し強要マウント取られています… 新井リマ（10月17日、MOODYZ）
- ちょっと可愛いなと思っていた弟の関西弁の彼女が俺のことを気になっているみたいだったので 弟とのデートの約束があるという夕方までと強引に誘いデートの時間をずらさせてホテルに連れ込みめちゃくちゃ中出ししまくった。 新井リマ（10月24日、本中）
- 過激コスチューム販売員の（逆バニー等）露出誘惑セールス術 新井リマ（11月21日、MOODYZ）
- 「先生、勃起しとるやん! フニャチンになるまで勉強しないっ!」 小悪魔年下教え子にうっかり勃起した僕は、絶倫チ○ポを逆手に取られて勉強イヤイヤ騎乗位で耐久連続ナマ中出しさせられた。 新井リマ（11月21日、グローリークエスト）
- よだれをた～っぷり飲ませてくれる制服美少女のとろっとろベロちゅう唾液性交 新井リマ 柏木こなつ（11月23日、Materiall）
- 累計15万DL!! 原作:ヘリを となりのあやねさん 隣人と魅惑の肉体関係を卑猥に描いた人気同人をマドンナで忠実実写化!! 新井リマ（11月28日、マドンナ）◎
- 個人撮影会で噂の美女はまさかの僕の上司 口止めを条件に生コスプレ誘惑…何度も中出し痴女責め性交 新井リマ（12月12日、クリスタル映像）
- スペンス乳腺開発クリニック 新井リマ（12月19日、OPPAI）
- 小悪魔Sギャルと変態調教温泉旅行 洗脳済みいいなりペット彼氏は男の潮吹き & 絶倫連続中出しで幸福昇天! 新井リマ（12月19日、ABC/妄想族
- 常に規則正しいテンポでチソポが欲しいの! 一定リズムでマソコかき乱してグチャあとまらない絶頂病みつき腰振りギャル 新井リマ（12月26日、ダスッ!）

- バイトNTR 就活も終えて卒業直前。大嫌いなコンビニ店長にチクハラされて、バイト中も敏感ビクビクボディに開発されてしまった美巨乳カノジョ 新井リマ（1月2日、MOODYZ）
- 近親素股プレイでハプニング!! 妹とセックスの練習中に間違ってヌルンと挿入!! 10 新井リマ・倉木しおり・希咲那奈（2月8日、LEO）
- 裏オプの女王!! 2男を確実にイカせる妙技と未体験オプションの数々!! これがリフレ嬢の匠の技だっ!!（2月8日、LEO）
- ささやき淫語で男性を確実に昇天させる絶品中出しチャイナエステ 6（2月13日、BAZOOKA）
- 「負けたら奢りね」歌の採点中ずっと乳首舐め手コキで邪魔されて…深夜カラオケボックスで焦らされ続け路上ベロキスで爆発寸前チ○ポをラブホで一晩中抜かれまくった 新井リマ（2月13日、アリスJAPAN）
- 時をかける中出し風俗島 タイムマシンに乗ってオマ●コ探して大冒険! 美少女10人大乱交スペシャル!! 北野未奈 七瀬アリス 藤森里穂 松本いちか 美園和花 響乃うた 倉本すみれ 新井リマ 美谷朱里 弥生みづき（2月20日、本中）◎
- 濡れて、はしゃいで、ぬくもり求めて寄り添い合って。 所かまわずキスに溺れて感情むき出しで絡み合う濃密レズビアンデート 新井リマ 沙月恵奈（3月12日、ビビアン）[27]
- 「遠慮しなくていいから」 彼氏のパパ（中年スポーツ整体師）のセクハラ胸筋マッサージでびしょびしょ失禁 乳首責めされながらハメられ続けた陸上女子 新井リマ（3月19日、OPPAI）
- ナンパした娘が可愛らしい見た目なのに本当はクソ生意気なメスガキでエロマンガのように逆レ○プ搾精されてしまった 新井リマ（3月16日、MAXING）
- MOODYZファン感謝祭 バコバコバスツアー2024 AV男優発掘＆育成スペシャル!!  AV男優を目指す素人16名とAV女優16名の1泊2日大乱交ツアー!（4月2日、MOODYZ）◎ ※配信版は3月15日先行リリース、BD版は4月16日発売。
- マッチングアプリで出会ったのはM性感で働く女王様だった! 『まずは身体の相性を確かめなくちゃ♪』なんて言われるがままに怒涛のド痴女責めでM男調教されカップル成立!?（4月11日、LEO）
- 僕だけにしか聞こえないささやき声で密着誘惑されて中出し童貞卒業 新井リマ（4月26日、h.m.p）
- 社員旅行で狙われた新人OL 4（5月9日、LEO）
- 令和の美BODYギャル新井リマ8時間BEST 4作品丸ごと中出し480分収録（5月28日、本中）※単体ベスト
- 高シコリティー即ハボレイヤー 洗脳キメセク従順セフレ化こすパコ5連発! vol.4（6月11日、ボニータ/妄想族）
- 1ヵ月後に結婚をする花嫁をガクブルレズイキさせるブライダルエステサロン 新井リマ 弥生みづき（6月18日、溜池ゴロー）
- シン・出会って4秒で合体【アリスJAPAN40周年記念撮りおろし】無防備な女の子たちに即挿入ダマされた口惜しさとハメられた気持ちよさがごちゃ混ぜイキまくり元祖即ハメAV復活スペシャル（7月9日、アリスJAPAN）
- エロ過ぎる家事代行サービス（ロイヤルクラス）ハイレベル美人スタッフの四つん這いスケパン尻がヤバすぎて年間契約確定!!（7月11日、LEO）
- 販売数20,000超え! 乳首責め特化の人気作を実写化!! ちくび当てゲームにハマった幼馴染 ―実写版― 新井リマ（7月16日、MOODYZ）
- 声出したら中出し! 美少女孕ませきもだめし林間学校 2 七瀬アリス 北野未奈 松本いちか 響乃うた 弥生みづき 新井リマ 倉本すみれ 美園和花 藤森里穂 （7月16日、本中）
- 純粋な優等生は不良ギャルとのエビ反りキメセクでレズ堕ちしました。 胡桃さくら 新井リマ（8月13日、ダスッ!）
- 美巨乳J系リマとコナツが褒めて褒めちぎる 早漏・テク弱なんでもOK!! 全肯定SEXお悩み相談室 どんなお悩みもノリとエロスで解決SPECIAL 新井リマ 柏木こなつ（8月13日、Million）
- バイブをマ○コに突っ込んだ状態で現れる超ドエロいデリヘルがあるという噂を聞きつけ実際に呼んでみたら、想像を超えるエロが目の前に広がっていた!! Part.7（8月13日、SCOOP）
- たまらん止まらん! アザと可愛いくブッこきまくる 卑猥語女 新井リマ（8月20日、MARRION）
- 嫌いな義父に夜這いされて… 新井リマ（9月3日、ワンズファクトリー）[18]
- 産婦人科痴●!! 23 何も知らない若妻に治療と称して中出しまでっ!!（9月6日、LEO）
- 【※閲覧注意】皆んなの濃厚ザァーヂルびゅるびゅる専用。片思いの恋心に付け込まれ地獄の種付け串刺し輪姦に堕ちたアイドル女子マネージャー。 新井リマ（9月10日、ダスッ!）
- 絡みつく超絶美脚で痴女り続ける最高級マーメイドエステティシャン 新井リマ（9月17日、グローリークエスト）
- MOODYZファン感謝祭バコバコバスツアー2024完全版 バコバス7時間50分 + うらバコ4時間 + 未公開シーン収録13時間（9月17日、MOODYZ）◎
- 頭がおかしい男の動画 超超超完璧極美美やせ巨乳編（10月1日、ティーチャー/妄想族）
- 夏休みはバイト先でザーメン狩り!? 制服の下のFカップで誘惑し、チ〇ポにむしゃぶりついて離さない絶倫オトコ喰いJ系 新井リマ（10月8日、Million）
- レズビアンに囚われた女潜入捜査官 松本梨穂 新井リマ 水端あさみ（10月8日、ビビアン）
- 退屈だから… 10発中出しOK淫語と汗ムレパンチラでギャル頭良い家庭教師に誘惑され続けるボク 新井リマ（11月5日、MOODYZ）
- ほら… イっちゃえ♪  逆痴漢トリオの暇つぶしにされ、言われたタイミングで射精するしかデキなかったスクールカースト最下層のボク 新井リマ 優梨まいな Nia（11月12日、Million）
- 巨乳人妻限定! 極小水着DE固定バイブ羞恥クレーンゲーム! 目前の100万円を制限時間以内に取れなければ即ズボ中出し罰ゲーム!（11月19日、はじめ企画）
- 強化合宿中に陸上女子が悪徳コーチに媚薬を盛られて汗だくキメセク大絶頂 新井リマ（12月3日、ワンズファクトリー）
- 彼女のお姉さんに痴女られました…肉食系小悪魔ビッチな姉と彼女の留守中に何度もハメて完全にドハマりしたボク。新井リマ（12月10日、クリスタル映像）
- 補習続きで欲求不満の巨乳J〇が教師の目を盗んで僕に手マンを強要!! 童貞のボクをからかうつもりが相性バツグンで絶頂しながら大量潮吹き!! 二人きりになってからも離してもらえず体液垂れ流しのビチャビチャ生ハメ性交!（12月10日、SCOOP）
- 完着ハイレグ痴女 アメイジング 新井リマ 西海しおん 稲森美優 波多野結衣 都月るいさ 大槻ひびき 君島みお（12月17日、ミル）全7名
- ノリ良しヤンチャな制服女子たちがドMオジさんの敏感チクビ責めに挑戦! 乳首こねくり10発ヌキできたら賞金ゲット! まさかの勢いで中出しSEXスペシャル!（12月17日、はじめ企画）
- 本中’24 夏の大共演 完全版! 大感謝8時間 特別プライス!! 七瀬アリス 松本いちか 北野未奈 美園和花 美谷朱里 弥生みづき 響乃うた 新井リマ 倉本すみれ 藤森里穂（12月24日、本中）
- 一番エロい肉体関係。美女6名がデートしてひたすらナマでぐちょぐちょにヤリまくり中出ししまくった8時間 東條なつ 美谷朱音 松本いちか 新井リマ 弥生みづき 優梨まいな（12月31日、本中）

- ヌキなし健全店の裏側で生ハメ中出しを求める発情セラピスト 南麻布某高級メンズエステ盗撮 (STOL-109)（1月7日、変態紳士倶楽部）
- 迷い込んだ先は極上の遊郭…魔性のささやきと舐め吸いでとことん焦らす極乳ハーレム遊廓 美園和花 胡桃さくら 新井リマ（1月14日、Million）
- エアコン修理で家を訪れると美女が汗でビッショビショ! ビン勃ち透け乳首に我慢できず押し倒し! 暑さでボ～っとしている女が快感に押し負け、無責任に中出しされる様子をSCOOP!!（1月14日、SCOOP）
- 「シコシコおじさん超ウケるぅ!」 ヤンチャJ系ギャルが甘サド淫語ぶっかけ! アナタの視線をロックオンして寸止めチンこきオナサポ学園 五感を刺激する［主観バイノーラルASMR］ 新井リマ（2月4日、ワンズファクトリー）
- 「私と中出し契約して!」 営業No.1取りたい不動産レディの奪い合い枕営業! 巨乳 VS 巨尻の誘惑ささやき逆3Pでブッコ抜かれたボク。 新井リマ 末広純（2月4日、MOODYZ）[30]
- マッサージで勃起した先っぽにアソコを押し当てて布越し2cm挿入で誘惑する確信犯エステティシャン PART5（2月18日、MOODYZ）
- 保育士目指す資金のためにP活するJD りま (21)（2月27日、First Star）
- 中出し部屋呑みドキュメント 性格 & カラダALL完璧美女 新井リマ（3月4日、パコパコ団とゆかいな仲間たち/妄想族）
- じゅるネチョ音とささやき淫語で耳からトロけるASMRメンズエステ 新井リマ（3月7日、ワープエンタテインメント）
- 可愛い部下（※彼有り）と上司（※既婚）が高額賞金かけて野球拳で対決!? 「部下に興奮するわけないよ!」 なんて言いつつバッキバキ勃起しちゃう上司チ〇ポ「大きくないですか」部下の女性も恥ず恥ずエロ発情「秘密ですよ…」ってド不倫NTR中出しSEX (^^)/（3月11日、脱ぐのは恥だがペニス立つ）
- 極上ボディで何度も射精させちゃう超淫乱高級デリヘル嬢 9（3月11日、BAZOOKA）
- 「あいつが母と結婚した理由は私でした」 妻が帰省した一週間早熟な巨乳連れ子を絶倫チ〇ポでピストン調教 新井リマ（3月18日、OPPAI）
- まるっと! 新井リマ（3月20日、プラネットプラス）※単体ベスト
- 陰キャ童貞の僕の家で入り浸りギャルにWま●こを使わせて貰ったハーレム中出しSEXの話 新井リマ 春陽モカ（4月1日、Fitch）
- モウ人生でやり残した事ないや! そっか、じゃあ… 冥土のみやげにブチ犯してアゲルね! 媚薬も眠剤も何でも大量摂取でラリる女に特濃ザ～汁どぴゅッ、2どぴゅ、3どぴゅ…と! 無限∞中出しする絶頂キメセク姦 新井リマ（4月8日、ダスッ!）
- 本物全裸素人 セクシーヌードポーズファイル 4（4月8日、S級素人）
- 初めての搾乳体験! バブみある制服少女が乳搾り & 童貞君におっぱいチューチュー吸わせておチ○ポをよちよち甘やかし射精させる授乳手コキに挑戦!? 母性溢れる授乳手コキでガチ勃起したおチ○ポをそのままぬぷっっと筆下ろしセックス（4月11日、赤面女子）
- 同じマンションに住む顔馴染みの… 禁欲に耐える美人妻を不倫覚醒イキSEXドキュメンッ（4月15日、ロータス）
- 私の一番ヤリたいコト。ザーメン怪盗リマ 美味しい精子をたっぷりヌいちゃうぞ! 新井リマ（4月22日、Vitamin/妄想族）
- 男のプライドをヘシ折る罵倒風俗 新井リマ（4月25日、h.m.p）
- 私のどこが好き?って聞くと『おま●こ』って即答する彼に毎朝クンニで起こされる舐められ同棲生活 新井リマ（5月4日、ドリームチケット）
- セフレ以上、恋人未満。デートもエッチも密着してたい 肌を寄せ合うハメ撮り三昧 新井リマ（5月6日、S-Cute）
- AV会社の女子社員だったら業務中にレ○プされても当然! とりま性欲溜まったらバチボコ拷姦OK! 人権無しのフリーオナホール美人AD 制作部:新井リマ（5月13日、ダスッ!）
- THE F1RST SEX Vol.03 弥生みづき / 新井リマ / 春陽モカ（5月15日、ピーターズ）
- 乳首責め特化の大ヒット作!! 待望の続編を実写化!! ちくび当てゲームにハマった幼馴染 2 -実写版- 新井リマ（5月20日、MOODYZ）
- 新井リマの誘惑小悪魔タマ搾り痴女エステ（5月27日、GUPPI/妄想族）
- 素人おま○こくぱぁ観察 9 -キャリアウーマン編- 輝くビラビラが透けて見えそうなほど4Kカメラ超接写至近距離で照れイキオナニー30ま○こ306分（5月27日、S級素人）
- 「もうイッてるってばぁ!」状態で何度も中出し! 新井リマ（6月3日、ワンズファクトリー）
- 緊縛解禁 制服美少女を縛り上げる学生緊縛 新井リマ（6月3日、Fitch）
- AV女優になった元カノ幼馴染と再会 久しぶりに会った彼女が垢抜けて可愛くなってたのでついデートに誘ったらまさかのOK あの頃は、ウブすぎてキスまでしかできなかった僕らはホテルに泊まって初めてのセックスなのにめちゃくちゃ中出ししまくった。 新井リマ（6月17日、MOODYZ）
- 【搾乳 / Pi●●n / Br●●st P●mp tutorial】 30人の素人女子による簡単! 初心者向け搾乳機の使い方講座 ついでに授乳手コキ発射のやり方（6月24日、S級素人）
- 「セックスの練習させてよ!?」 男勝りな幼馴染のリマがコンドーム一個だけを持参してまさかのお願い 俺が思ってた以上にリマのカラダは巨乳ですけべでおま〇こ気持ちよくって… 初めてのセックスにハマってしまい未熟おま〇こに三日三晩の中出しセックス10発 新井リマ（7月1日、ワンズファクトリー）
- 深夜勤務で性欲グッツグツお口とおま●こがうずく淫乱痴女ナース勃起薬を盛った患者チ○ポを朝まで追撃おしゃぶり20射精 新井リマ（7月15日、MOODYZ）
- 3メーカー専属ハイスペック美ボディスレンダー巨乳 ドスケベおま○こパーフェクトGAL 汗・唾液・まん汁・おしっこ 体液舐めさせ痴女3本番 新井リマ（7月15日、kira☆kira）
- タイツ小悪魔ビッ痴レッグ! スベスベ美脚チンこき挑発ガニ股杭打ち中出しFUCKでドMチ〇ポ爆発! 新井リマ（8月5日、ワンズファクトリー）
- 陸上女子の下半身トレーニング特訓! 空気椅子ぷるぷる! 気合が足りん! 強制合体! 1cm下で待ち構えるギンギンチ○ポの突き上げ子宮ピストンで中出しされたワタシ…。 新井リマ（8月19日、MOODYZ）
- エグい程下品な女 神保町裏通りで見つけたイカれた巨乳スレンダービッチと一日中ラブホに籠って生ハメ中出し 新井リマ（8月19日、kira☆kira）

### アダルトVR
- 彼女の家にいきなり押しかけてエッチ! 大好きが止まらな過ぎて彼女から片時も離れたくないから朝から夜寝るまで、お顔も体も最高な彼女とずっとイチャイチャしまくって、僕の精子が追いつかないほどに射精させてくれるエロくてマジ最高なちょいギャル彼女リマ! 「私も君のことが大好きだからずっと一緒にいたいの♡このまま同棲しよっか♪」（11月11日、SODクリエイト）
- 童貞のボクが性に奔放なギャルビッチだけど性格が優しい妹に憐れに思われ筆下ろし 妹マ○コが気持ち良すぎて腰が勝手に動いちゃう!? 経験豊富なギャル妹がボクの童貞チ〇ポにイカされまくっちゃうエビ反り痙攣大絶頂!（11月25日、SODクリエイト）
- 自分史上いちばんセックスの相性が良い元カノの本能をとことん刺激する逆夜這いSEX（12月28日、KMPVR）

- シックスナインは、好きですか。（1月11日、KMPVR）
- マッチングアプリでギャルゲッツ 何でも言うことを聞いてくれる性格&スタイル◎の関西弁ギャルとホテルで中出しSEX!!（1月20日、kira☆kira）
- 関西弁マシュマロ巨乳ギャルとした超感度早朝SEX（1月26日、KMPVR）
- 童貞のボクが性に奔放なギャルビッチだけど性格が優しい妹に憐れに思われ筆下ろし 妹マ○コが気持ち良すぎて腰が勝手に動いちゃう!? 経験豊富なギャル妹がボクの童貞チ○ポにイカされまくっちゃうエビ反り痙攣大絶頂! 新井リマ（3月2日、SODクリエイト）
- 彼女の家にいきなり押しかけてエッチ! 大好きが止まらな過ぎて彼女から片時も離れたくないから朝から夜寝るまで、お顔も体も最高な彼女とずっとイチャイチャしまくって、僕の精子が追いつかないほどに射精させてくれるエロくてマジ最高なちょいギャル彼女… 新井リマ（3月2日、SODクリエイト）
- 特製ホットオイルとトロトロ淫語で身体の芯からデトックスする南国風メンズエステ 新井リマ（4月23日、KMPVR-bibi-）
- 乳首ゴン責めVR（5月25日、KMPVR）
- 天井特化アングルVR ～ギャラ飲みアプリで出会ったギャルとホテルでSEX～ 新井リマ（6月2日、KMPVR）
- あなたを… 絶対に惚れさせてもイイ? 優しく、したたかな義姉の蒸れに蒸れたノーブラ色仕掛けで何度も… 何度も… 発情してしまったボクは… 新井リマ（6月16日、KMPVR-彩-）
- 「お客様、お触りダメですよ」 【タッチ禁止! 本番NG】スレンダー美巨乳の激かわエステ嬢に【媚薬で発情させ早漏マ○コ覚醒で絶頂アクメ連発!】 性欲爆発のS級美少女とお店に内緒でOILダクダク容赦ない【中出し2発】キメパコSEX 新井リマ（6月20日、こあらVR）
- おっぱいを下から見上げる膝枕VR（7月1日、KMPVR）
- 不倫相手はオレのことを好きすぎるスタイル抜群 & 激カワ年下ギャル! 関西弁全開で愛ある囁き & 丁寧フェラご奉仕! トロトロの従順マ○コに求められてたっぷり中出し! 都合が良すぎる最高の浮気セックス体験! 新井リマ（7月12日、PREMIUM）
- オタクに優しいギャルと僕（7月29日、KMPVR）
- 顔面特化アングルVR ～感度高めな関西弁ギャルJ●と深愛な￥交SEX編～ 新井リマ（8月1日、KMPVR）
- モザイクなしのフェラでヌイてね（8月14日、KMPVR）
- 腋の下を見せてあげるからオナニーしてね（8月26日、KMPVR）
- 新井リマ史上最ハイクオリティVR ギャル全開! 毎日ウチに遊びに来るおさななじみがこんなにかわいかったなんて…!! 近眼のボクがコンタクト着用してバッチリ高画質ヤリまくり2SEX150分SPECIAL!!「そんなに近づいたらあかんて～ww」（10月12日、MOODYZ）
- モテないボクに優しすぎる隣に住んでる幼馴染リマの汗だくオッパイで甘ふわ誘惑 新井リマ（10月15日、KMPVR）
- 足裏特化VR（10月21日、KMPVR）
- 偏差値32底辺ヤリマン女子のあからさまな見せつけパンチラに釣られまいと無視していたが乳首位置当てゲームで追い打ちかけられあえなくフル勃起【エロ偏差値85】オッパイくっつけ座位＆デカ尻杭打ちピストン騎乗位で肉棒シゴかれ無念の4射精 新井リマ（11月30日、アリスJAPAN）
- 奇跡とキセキが織りなす美少女がカラダとクチビルで性感乱舞 103%オトコを虜にするJDヘルス 新井リマ（11月30日、KMPVR-bibi-）
- 淫語と射精管理で焦らして抜きまくる関西弁ギャル風俗VR 長尺120分13射精 新井リマ（12月6日、痴女ヘブン）
- 初めて彼女が出来たのに初体験で勃起せず撃沈してたら… セックスの練習台になってくれたブラコン姉2人にサル並みの性欲で何度も何度も中出ししまくったVR 枢木あおい 新井リマ（12月7日、kawaii*）

- ムカつく同期のクソ彼女と裏オプ本番OK最底辺風俗で奇跡の遭遇したから思う存分中出し射精VR 新井リマ（1月3日、ワンズファクトリー）
- ASMR × ノーハンドフェラ（3月27日、KMPVR）
- HQ劇的超高画質 僕だけの夢のご奉仕淫語メイド! 耳元で囁き射精へ導かれるエッチな日常 新井リマ（3月30日、ブイワンVR）
- オナニー中に聞こえる卑猥な声と音（4月11日、KMPVR）
- 出張先でのまさかの情事 仕組まれた相部屋 あざとい女部下との唾液だらぁり逆NTR 新井リマ（4月12日、KMPVR）
- 終電逃した先輩に襲われちゃった僕 酔いどれ痴女に一晩中精子枯れ果てるまで搾り取られた!  新井リマ（5月12日、ブイワンVR）
- 「そんなに学園イメクラが好きなら私が制服きちゃうんだから!」激おこ彼女の罵りクーデレVR 新井リマ（5月14日、kawaii*）
- キモチ良すぎてぶっ飛ぶほど淫らなフェラチオ 居残り勉強常連のイケイケ女子からこってり抜かれまくったボク 新井リマ（5月31日、KMPVR）
- 関西弁ボヤキが最高に可愛いツンとデレのアップダウンが激しすぎる感情 & 愛液ダダ漏れランジェリーメイド 新井リマ（6月20日、kawaii*）
- ドスケベな寸止め大好き甘サド関西GAL! 新井リマがアナタの自宅を突撃訪問!!（7月3日、KMPVR）
- 激カワギャルの小悪魔誘惑 新井リマ200分 コンプリートBEST（7月8日、KMPVR）※単体ベスト
- 耳トランス関西弁顔面最強Fcupギャルに耳穴から脳を直接愛撫される新感覚ヌルグチョトリップVR 新井リマ（7月12日、P-BOX VR）
- スローセックスVR ～ギャル + スローセックス = 最強説～ 新井リマ（7月17日、KMPVR）
- オタク童貞に優しいギャル クラスの幼馴染女子に僕のひとり部屋が占領されて溜まり場に。毎日入り浸られて暇つぶしで中出し筆下ろしされた話。新井リマ（9月21日、本中）
- ウーマナイザー × 感じている顔VR（9月24日、KMPVR）
- 究極のM男に捧ぐ一週間のオ・ア・ヅ・ケ♡ 射精管理。 新井リマ（10月16日、SODクリエイト）
- ＜シン・天井特化＞ 前後左右に完全包囲され超密着ハーレムご奉仕してくれる超スレンダー美人ナース逆4P さつき芽衣 末広純 新井リマ（11月18日、kawaii*）
- 8K VR セックスの虎 ～NO CHALLENGE! NO SEX!～ 新井リマ（11月23日、KMPVR）
- 新井リマが男をスパイダー騎乗位で捕食する!!（12月7日、KMPVR）
- じっと見つめながら手コキしてあげるよ♡（12月7日、KMPVR）
- AIより生身の女のカラダの方がイイに決まってる! 美しき女体に囲まれる肉感ハーレム8KVR さつき芽衣 末広純 新井リマ（12月15日、kawaii*）

- 初めてなんだ～ カワイイね!! 抜群の射精テクで筆おろししてくれる童貞に優しい甘ヌキ焦らしギャルヘルス 新井リマ（1月8日、KMPVR）
- 【8Kハーレム】おいでよパコパコ学園祭!! この学校には’裏’の出し物があった!? クラスの顔面ビジュアル最高峰の5人の制服美少女と乱痴気ヤリまくり絶頂FESTIVAL 新井リマ 尾崎えりか 斎藤あみり 百瀬あすか 蘭々（2月23日、KMPVR-彩-）
- 7日間かけて… キミのことなっっさけなくアンアン喘いじゃうM男クンにしてあげるネ 新井リマ（3月20日、MONDELDE VR）
- 水着跡がのこる従妹は100人斬りの超ビッチギャル! 金玉から精子がなくなるまで射精させられた!! 新井リマ（4月4日、SODクリエイト）
- 連続搾精! 地味なオタク彼女が初コスで痴女覚醒! ノンストップゴム無し中出しセックス! 新井リマ（4月10日、Cosmo Planets VR）
- 癒やしの密着フェイシャルエステ!! 顔舐め! 乳圧迫! 顔面騎乗! 極上ゼロ距離ご奉仕施術!（4月10日、P-BOX VR）
- バイト先の同僚ギャルを酔っぱらった勢いで襲ってしまった僕…! 体の相性抜群だったと発覚した途端、いつも生意気なギャルが急激に甘えて僕のチ●ポを求めてきた! 新井リマ（4月29日、SODクリエイト）
- 「ご主人様イカせちゃうネ♪」 タメ口で何度も連続で合計10発射精させるギャルメイドりまちの中出し性奉仕 新井リマ（6月28日、KMPVR-彩-）
- 犯人は現場へまた現れる…。 真犯人のヤリマンに捕まって犯され、記憶がぶっ飛ぶワガママF××k 新井リマ（7月9日、KMPVR）
- 美女8人のケツ穴くぱぁ～を近距離ガン見VR 3（7月10日、P-BOX VR）
- 人材育成課のお仕事 上下・前後・左右から絡みつき、仕事が出来ない社員を何度も射精と昇進をさせてきた短期育成コース 新井リマ 森沢かな（7月20日、KMPVR-彩-）
- 100回も1000回も10000回も新井リマが「好き」って囁いてくれる付き合って1週間の生々しい濃密エッチッチ（8月18日、kawaii*）
- 【KMPVRー彩ー7周年記念8K特別版】招待された秘密クラブは欲求不満のお姉さま方が集う憩いの場。僕のチ〇ポを奪い合う会員制ハーレムBAR 大槻ひびき 森沢かな 新井リマ 友田彩也香（9月6日、KMPVR-彩-）
- 人生掻き乱されるほど大胆で過激な誘惑に、自分を見失わせる超小悪魔生徒 新井リマ（9月29日、KMPVR-彩-）
- クラブ帰りギャル姉の酔いに任せた下品な騎乗位 ナンパされなかった日だけ押しかけてきては鬱憤を晴らすように激しく腰を振ってきます… 新井リマ（10月13日、KMPVR-彩-）
- ストレス軽減 元気回復VR ボクは今日… 同棲中の彼女の一言で救われた。新井リマ（10月26日、CRYSTAL VR）
- 他の子の裸でシコる精子あるなら私の中に出してよ! 弥生みづきのAVでシコっていたら嫉妬した僕の彼女（=AV女優の新井リマ）がナマ中出しを求めてきました（12月15日、本中-VR）

- 地味ソロ巨乳の生徒の裏事情。教師のボクの人生を終わらせる正反対で命令的な妊娠淫語 新井リマ（1月12日、KMPVR-彩-）
- 彼女がいる前で裏切り射精させられた日 見た目清楚なのに人の彼氏を寝取るのが大好きな悪魔的ビッチ 新井リマ（1月26日、KMPVR-彩-）
- モテないボクに訪れたミラクル!! 禁断の儀式をしたらまさかの巨乳サキュバス5姉妹召喚!! 1vs5のヤリまくり無限∞射精ハーレム新婚生活（2月21日、KMPVR-彩-）
- 果たして噂は本当なのか? 勃起したアレを見せるとヤラせてくれると噂の先輩にオレの愚息を見せてみたッ! 新井リマ（2月22日、CRYSTAL VR）
- フェラも騎乗位も上手いけど早漏雑魚マンな姉リマ セックス覚えたてでウブだけど発情期で貪欲な妹いとどすけべ幼なじみ姉妹と中出し9発ドッピュン逆3P 赤名いと 新井リマ（3月25日、kawaii*）
- キメセク堕ち巨乳女捜査官と同じ牢屋で監禁されてる僕 新井リマ（4月18日、こあらVR）
- 「生意気J〇」と2人きりの「修学旅行」の温泉下見 「小悪魔騎乗位」から「立場逆転わからせ突き上げピストン」 新井リマ（5月16日、こあらVR）

### アダルト配信
- りょう（12月23日、しろうとヤッホー）
- 【Fカップの美BODYマゾ女まり(仮)】Hey!Please!Panty!車内でローター責め→ノーパンホテルIN♪ディーチューの嵐で顔がトロトロ!美白美尻にぷっくり桃色乳首のエロ巨乳! マ●コにバイブ咥えて、お口でチ●コ咥えて、いいなりすぎてエロいことが思うがまま!!中出し上等の拘束連続プレイ!!!【いいなりMさん〜Please Panty〜NO.5】（12月24日、SUKEKIYO）※「まり」名義
- 【初撮り】【逝きまくり美少女】【敏感美白ボディ】軽く触れただけでカラダをビクつかせて感じる敏感ボディ少女が登場。瞳を潤ませながら様々な体位で逝きまくる現役JDの姿は必見。 ネットでAV応募→AV体験撮影 1715（12月25日、シロウトTV）
- ラグジュTV 1502 「本当に気持ちいいセックスを知りたくて…」彼氏持ちのグラマラス美人販売員が本当の快楽を求めてAV出演!!一般人とのセックスでは味わえない快楽に酔いしれて、たわわに実った巨乳を揺らしながら絶頂を繰り返す…!（12月29日、ラグジュTV）※「梨花」名義

- 【ヤバイ小悪魔】スレンダーなのにFカップ巨乳な介護福祉士を彼女としてレンタル!口説き落として本来禁止のエロ行為までヤリまくった一部始終を完全REC!!キス魔な彼女とイルミネーションデートを楽しんだ後は、ホテルでコスプレSEX&全裸オイリーSEX!!スラッとした手脚のモデル体型なのに超美巨乳なFカップが最高にそそるッ!!しかも足コキ・アナル舐めまで飛び出す、予想外のエロ偏差値MAX痴女!!!フェラチオが天才的に巧い!!挿れたら挿れたで「駄目駄目イったばっかりぃっ!!」「出して!中出してぇえッ!!」淫語全開でイキまくる!!（1月4日、プレステージプレミアム）
- 百戦錬磨のナンパ師のヤリ部屋で、連れ込みSEX隠し撮り 232 色白スレンダーの美BODY!体型の割には大きなおっぱい(推定Fカップ)が興奮を誘う!部屋に連れ込んだ美少女はSEXの一部始終が盗撮されているとも知らずにイキ乱れる!!（1月16日、ナンパTV）
- 新井アナ（1月21日、俺の素人-Z-）
- 【ガチ惚れ注意】【隠れ巨乳F-cup】【ど敏感痙攣体質】【連続爆イキ】【パーペキ完璧BODY】 FカップスレンダーパーペキBODYがイキまくる!全体位でイキまくる!容赦なしにイキまくる!可愛い顔してイキまくる!綺麗なうなじでイキまくる!エロいストッキング履いてイキまくる!21歳フリーターでイキまくる!まりちゃん、、、そんなイッたら、、、惚れてまうやろ〜!!! しろうとちゃん。#022（1月21日、はめちゃん。）※「マリ」名義
- 【ノリのいい方言ガール/素朴だけれどスタイル良すぎ嬢】今日は絶対落とす!可愛いあの子(推しキャバ嬢)!トイレに連れ込んで弄ったらもうビッチョビチョじゃないか!お金いっぱい使うから…ね?お願い!最後までやらせて!【鞄にカメラを忍ばせてキャバクラに潜入】（1月21日、、ドキュメントdeハメハメ）
- 【流出】【美人モデルに寝取らせ他人の精子受精案件♪】相席居酒屋で男を逆ナンNTRプレイ! 彼氏とは違うリズムのピストン… 次第に大きくなる喘ぎ声… 絶頂 & 中出しされ背徳感と罪悪感の渦の中ビンビンになった2本のチ○ポを小さいお口でダブルフェラ! 初の3Pセックスに止まらないオーガズム! 【あまちゅあハメREC＃かすみ＃23歳＃関西弁がかわいい美人モデル】（1月25日、MOON FORCE 2nd）
- まりちゃん（1月28日、しろうとちゃん。）
- 家まで送ってイイですか? case.193 篠崎さん 21歳 大学3年生 まさにSEXゾンビ! 4発出しても『もう終わり? まだ出来るよね?』⇒最高オナペット! ギャップあり過ぎエリート大学生ギャル! ⇒【関西弁のエロ顔 × 隠れ巨乳 (Fカップ) × 嫌いそうで超敏感 × 硬派で甘えん坊 × 淡泊そうで超絶テク】⇒触れイキ膣イキクリイキイクイクエンドレスSEX! ⇒親は呪い… 突然の涙…（2月4日、ドキュメンTV）
- 【完璧美BODY × 美巨乳Fカップ×鬼絶倫中ハメ6連発!】 生チン中出しめちゃくちゃ好きやっちゅうねん! 激カワ関西弁の美BODYギャルと狂ったようにハメまくったるでぇ～ッ! 何度イってもずっとチ●ポを離さん収納どエロマ●コ! 中出しおねだりで子宮の奥まで特濃ザーメンを注ぎ込む! これが終わりを知らんエンドレス鬼絶頂やッッ!!! 【ギャルしべ長者 69人目 なぎさちゃん】（2月5日、Jackson）
- Rさん＠六本木【お姉さん / 美脚 / ロングブーツ / ミニスカ / Tバック】#パンチラ盗撮 #電車痴● #自宅侵入 #睡眠姦（2月7日、しろうとまんまん）
- りま（2月18日、おっぱいちゃん）
- りま 2（2月18日、おっぱいちゃん）
- 【舐めるの大好き & 中出し未経験】 中出しを味わってみたいヤリマン原石ちゃんな彼女に人生初の中出し×3連発 & 激イキ絶頂SEXプレゼント! 指からチ●コからアナルまで舐めてくれるご奉仕ガールw ドピンクディルド挿入! 机の上で喘ぎまくる!! ローションありコスチェンあり中出しありの10代イケイケプレイ尽くしwww 【超10代ちゃんNO.1】 りま 19歳 P活（2月19日、プレステージプレミアム）
- 【神くびれ巨乳少女が魅せる絶品騎乗位】 恥ずかしがり屋な関西弁ギャルと円光。 #スレンダー #Fカップ #清楚系ギャル #帰宅部【われめちゃん リマ (1●) #007】（2月20日、しろうとまんまん）
- LIMA（3月2日、素人ホイホイSH）
- りま（3月11日、素人CLOVER）
- りま（3月11日、S-Cute）
- りま 2（3月19日、S-Cute）
- りま（3月30日、日払いちゃん）
- 【口マ●コが性感帯】エロに溢れた街でバイトする美女はお客さんから連絡先聞かれまくる! ノリよし! 顔ヨシ! 体良し! お持ち帰りワンナイトの常習犯w どエロいベロ使いと誘惑する唇はチ●コの芯まで染みる気持ちよさ… 精子からっぽになるまでヨダレ汁ダクダクしゃぶり尽くし男をイカす! いやらし腰使いで中と外でイキ狂うまでハメ倒す!! 【エロのスジガネ NO.11】 みる 21歳 喉奥性感帯の舐め専美女（4月1日、SUKEKIYO）
- りまちゃん & みつきちゃん（4月15日、俺の素人-Z-）
- AM 02:00 深夜のコンカフェ。エモかわいいほろ酔い美女とねっちょり接吻えもーしょんな夜―。 新井リマ（4月29日、J-MODEL）
- M・Nちゃん（5月6日、素人ペイペイ）
- 【スレンダーなのにプリケツFカップ巨乳】求愛行動がものすごい理想的彼女と生ハメ&バニーコスSEXの2連戦!! 【しろうとハメ撮り＃リマ＃20歳＃彼女】（5月11日、MOON FORCE）
- 【配信専用】朝フェラから始まる最高の1日 理想のMorning Routine!! 4（5月12日、ふぇちぽいんと）
- りまてぃ（5月20日、ギャルpay）
- リマ (18) テスト前でもエッチは欠かせない欲求不満J●【一限目】スレンダーな身体でもガンガン動きまくって感じまくっちゃう絶頂中出しプレイ【二限目】デカパイがはみ出しちゃうダイナミックエロコスSEXで濃厚ザーメンを大量顔射!（6月2日、しろうとまんまん）
- AV女優が解説した本当に気持ちいいセックス! 実践まじえて講義! ＜真似すれば必ず＞ 中イキさせられる! 篠田ゆう 新井リマ（6月4日、セイキョウイク）
- リマ（6月23日、訳あり素人）
- りま（6月28日、おっぱいちゃんず）
- 【配信専用】絶対主観!! もはや精子が枯渇寸前! 超気持ちイイッ!! 乳首舐め手コキ #10（6月30日、ふぇちぽいんと）
- リマリマ（7月1日、俺の素人-Z-）
- 【快楽スイッチ・オン!!】【スレンダービッチGAL痙攣】【ドスケベレベル限界突破の連続イチャコラ搾精3連発!!】ツンデレあまあまエチエチ極細美巨乳GAL!! 欲望の渋滞ドエッチいBODYのルックス最上位!! さらに痙攣雑魚ま●こ!! こんなエッチすぎるGALが無我夢中で吸って!! ハメて喘ぎ倒した3連発搾精ハメ撮りをお届け!! 【ハメ撮りとれちゃいました：09】 スレンダー美少女GALがホテルでイチャイチャ!! そのまま怒涛のNN1発!! 胸に1発!! 口内1発で計3発を収録!! まり 20歳（7月2日、プレステージプレミアム）
- R.A（7月5日、素人ホイホイLOVER）
- 「エッチはスポーツだからw」 【美巨乳×美尻×スレンダー】三拍子揃ったNo.1キャバ嬢! セフレ偏差値70オーバーの顔も身体も超イイ女! 仕事もオトコも全力で楽しむ欲望大解放中出しセックス! #029 リマ（7月8日、ドキュメントdeハメハメ）
- フォロワー7万人超え! 人気激カワレイヤーリマちゃん 。スタイル抜群の身体は感度良好で理性消失! 個撮おじさんナマ挿入チ●ポに快感敗北! イキまくりでロレツも回らずナマ中出しオネダリ!!（7月13日、こすパコハメ撮りおじさん）
- 【人生初の生ハメ中出し♪ ぐぅカワ失恋JD in 北参道】失恋して傷心中… 見え隠れするショートパンツがエチエチなメチャかわ女子大生をバイト中に連れ出してホテルで慰めSEX♪失恋もぶっ飛ぶ初めての生ハメ快感に… 【ダーツナンパin Tokyo♯リマ♯21歳♯女子大生♯27投目】（7月15日、素人CLOVER）
- 【スレンダー美女ヤリマンお持ち帰り特別編】【酔いどれ天使級美少女GAL】【即即3ナマ中OKのまさにエロスの女神!!】ドスケベな僕にヤリマンな天使が降りてきた!? 徹夜で飲んだへべれけ美少女GALを発見!! 即ホinもOKなフットワークも尻も軽いえちえちビッチ!! 細ボインのプリ尻名器!! 即即3NNも承諾するまさのSEX女神と出会ってしまった件/ヤリマンGP 010 りまちん 21歳 守りたいこの笑顔!! へべれけ美女GALの極上ツンデレボディ!! どんよく性欲連続3NN!!（7月16日、プレステージプレミアム）
- リマ（7月20日、えちえち素人）
- マリン（8月7日、東狂ハメンジャーズ）
- まり（8月18日、しろうとじゃっぷ）
- 【理想のモテ体系キャバ嬢 × 玩具責めオンパレード! これぞバズるSEX!】【温泉バカンス中の超美乳インフルエンサーと混浴体験】【更衣室でまさかのフェラ & パイズリ確定ビッチ】【性感帯ばかり弄りまくるトリプル玩具責め】【美クビレくねくね悶絶イキ! 大・連・発】 ～ヤリモクインフルエンサー #06～ リンちゃん 21歳 キャバ嬢 (快感追求系インフルエンサー)（8月20日、プレステージプレミアム）
- 【配信専用】小生意気なJ●が淫語連発!! 羞恥と快楽でM男責め!! 7（8月25日、ふぇちぽいんと）
- リマ（9月4日、Buzzシロウト）
- 誰もが息をのむハイクラスな美少女レイヤーリマちゃんと逆バニーコスでこすパコ撮影で大興奮!! おじさんにたっぷりご奉仕しちゃう姿に異常興奮を覚える濃厚生中出しの記録!（9月7日、こすパコハメ撮りおじさん）
- 【配信専用】怒涛のおかわり二連顔射!! 空になるまで搾り取る限界ヌキ! 3（9月8日、ふぇちぽいんと）
- リマ嬢（9月24日、俺の素人）
- 二宮（9月25日、素人盗撮倶楽部）
- LIMA (22) 【素人ホイホイStayHome / 自宅連れ込み / なし崩し / おうちでヤろう / 巨乳 / 美乳 / くびれ / お姉さん / 顔射 / 酒 / 個人撮影】（9月26日、素人ホイホイ StayHome）
- 照れるほど見つめられるフェラチオ 新井リマ（9月30日、ドリチケ★サロン）
- この指でベロチュウしながらシゴいてあげる 新井リマ（10月6日、WAAPサロン）
- RIMA（10月21日、素人ホイホイFriends）
- りまちん（10月21日、しろうとショータイム）
- モデル級の完璧美BODY! ついに来ましたエロテクの女神、オ●ッ●スファンのギャル系JDがメジャー級の技巧を携え球場に降臨!! 得意のフェラチオ、乳首舐め、両手手コキで発射誘導! アナル舐め＆しっぽフェラでビンビ…【エロフラグ、ギン立ちしました! ＃036】（10月21日、素人CLOVER）
- 【配信専用】ヌキ無し店なのに…超過剰サービスで疲労も精子もぶっ飛ぶ!! リピート確定! 搾精メンズエステ ＃11（10月27日、ふぇちぽいんと）
- I Love オジサマ 新井リマ（11月3日、|WAAPサロン）
- 【坂道系美小女】県立全日制軽音部②生チンでよがり狂う色白女子※人生で初めての中出し記録（11月4日、インディ）
- りまちゃん（11月6日、東京恋マチ女子）
- りま 3（11月12日、おっぱいちゃん）

- りまchan（1月3日、素人まっちんぐ）
- R.A(22) 素人ホイホイLover・素人・美少女・巨乳・コスプレ・くびれ・カップル・顔射・ハメ撮り（1月5日、素人ホイホイ Lover）
- リマちゃん（1月6日、＃素人しか勝たん）
- リマちゃん 2（1月27日、＃素人しか勝たん）
- りまりま（2月21日、パコッター）
- りまりま 2（2月21日、パコッター）
- 富岡さん（3月1日、E★ナンパDX）
- りまchan 2（4月4日、素人まっちんぐ）
- りまっち（4月17日、俺の素人-Z-）
- RIMA(21)素人ホイホイ・セフレ・ハメ撮り・お姉さん・スレンダー・くびれ・巨乳・美少女・ドキュメンタリー（4月22日、素人ホイホイFriends）
- Lima（4月24日、シロウトソシアルクラブ）
- 【搾精ホールド】GカップSSS級ボディの職業不詳ギャルが逆ナンパ!! 禁断の寝取りドキュメント!!「落ち着いてる大人の男がイキそうになって余裕なくしてるのが好き」と語る、痴女の才能のカタマリ!! 美爆乳を揺らしまくるアルティメット騎乗位で、既婚者のチ◯コを責めまくる!!! おじさんの腰を両脚でがっちりホールドして、精子を一滴も逃さない『逆・種付けプレス』がエロすぎる!!!【NTRリバース】（5月27日、プレステージプレミアム）
- リマちゃん（12月6日、ドキュメント de ハメハメ）
- かすみ (mfcs004)（12月7日、MOON FORCE）

- 【本番禁止の女風でチ●ポをねだるパーフェクト美女】 引く手あまたのラウンジ嬢が女性用風俗で癒しイヤラシ性感マッサージ! 素人男じゃ不可能なねっとり愛撫にガチ喘ぎ→トロマンが求めるのはもちろんチ●ポ! もはや焦らしプレイ? 限界まで高まった身体に生ハメ→下品な腰ヘコ連続アクメ! 【あまちゅあハメREC＃みう＃ラウンジ嬢】（1月9日、MOON FORCE 2nd）
- Rima (ore992)（1月19日、俺の素人）
- りま（1月20日、スナップ娘）
- リマ（1月25日、YOASOBIちゃん）
- 人妻さん29（3月23日、人妻さん）
- りま (refuck070)（3月29日、Re:Fuck）
- P活常習のくせして超美顔 × 神がかりモテBODY! 乳首にクリに性感帯ばかり責められ可愛く喘ぎ絶頂ラッシュ! 美腹筋の締め付け騎乗位でザーメンを搾り取り中出し3連発!!!【なまハメT☆kTok】【リマ】（4月6日、街角シロウトナンパ）
- 美体を超えた極限スリム体 × イキ狂い隠れドM女【りみゃ (パート)】【連続中出し】【あばら浮き出る究極スレンダー】【全身性感帯】【悶絶イキ】【エグいくびれ】【都合のいい性処理役】【実はいじめられたい】【美乳】【美尻】【限界エビ反り】【連続絶頂】【「壊れちゃう！壊れちゃう～!」】（4月10日、MOON FORCE）
- りま (sika365)（4月27日、白完素人）
- りま 2 (sika366)（4月27日、白完素人）
- りまちゃん 3 (sika370)（4月27日、白完素人）
- IRI (anks016)（5月3日、暗黒）
- リマちゃん（6月29日、素人寝起きすっぴん倶楽部）
- Rさん (gerk596)（8月4日、ゲリラ）
- Rさん 2 (gerk619)（12月5日、ゲリラ）
- 【甘サド搾精】担当(ホスト)に金を使い込み、コンカフェ嬢しながら裏ではパパ活でガッツリ稼ぐ令和ど真ん中の地雷系女子! 顔面最強! 色白スレンダーでFカップ! 弱点皆無のTHEぴえん美少女、りまち!!! 「パパ活は【大人】だけかな～ そのほうが時間もかからないからね」そう語るりまちは超絶ドSで…! まさかのおじをマゾ開発!? 前代未聞の展開に、いつも以上に聳り勃ってしまう! 【神回確定】（12月5日、プレステージプレミアム）
- R (gerk623)（12月30日、ゲリラ）

- リマさん 2 (orena065)（3月1日、俺の素人）
- りまさん (nost013)（3月7日、ネオシロウト）
- りま (orecz058)（4月3日、俺の素人-Z-）
- MARI (ewdx531)（4月4日、E★人妻DX）
- リマ 3 (scute1500)（4月18日、S-Cute）
- りん (gdrt057)（7月25日、ぎがdeれいん）

### イメージDVD / BD
- My Girl 新井リマ（2022年6月17日、ファインピクチャーズ）◎

### デジタル写真集
- Rima 新井リマ（1月7日、プレステージ出版、撮影：C:TAKERU）※【グラビア写真集】と【ヌード写真集】の2種類あり。
- 新井リマ『玉が空っぽになるまで精液を搾りとる! 出張オイルマッサージ』（3月20日、プラネットプラス）
- 伝説の童貞ハンター現る! 極上ボディのハッピービッチ 新井リマ（4月1日、ぽかぽか）
- 新井リマ『ごっくん大好き! タダまんドスケベ女子!!』（5月20日、プラネットプラス）
- 『こんな時、新井リマならどうする?』 リアル検証ドキュメント! M女モノの撮影だと聞かされていたのに真逆な展開! M男相手にAV女優ならどうする!?（6月17日、バルタン写真集、撮影：バルタン）
- 超極上美女 連続ガチイキ×杭打ち騎乗位×中出し性交 新井リマ（11月11日、TEPPAN）

- 美味しそうなFcup! ちょいギャル美女 新井リマ The BEST vol.1（4月28日、ソフト・オン・デマンド）
- みんなあつまれ MOODYZキャンペーン2023 ホームランフォトブック（11月17日、FANZA BEAUTY COLLECTION）※「みんなあつまれ! MOODYZキャンペーン2023」のキャンペーンガール6名を収録したデジタル写真集。FANZA限定配信。

- プレミアムミックス 新井リマ 写真集（9月13日、ピンク倶楽部）※未公開カットを収録したベスト写真集。

## 製品

### アダルトグッズ
オナホール
- AVミニ名器 新井リマ（2024年8月2日、日暮里ギフト）
- 名器覚醒 新井リマ（2024年12月18日、日暮里ギフト）

ローション
- 新井リマのAV名器汁ローション 80ml（2024年8月2日、日暮里ギフト）
- 覚醒淫液 新井リマ 80ml（2024年12月18日、日暮里ギフト）

## 出演・掲載

### 映画
- ネトラレ、純愛。（2024年12月3日、オーピー映画）- アカリ 役[31]

### ウェブテレビ
- 愛のハイエナ（2025年1月14日 - 2月4日[32]、ABEMA）

### 雑誌
- 月刊ソフト・オン・デマンド 8月号 VOL.23（ソフト・オン・デマンド） - インタビュー「注目娘インタビュー」
- 月刊ソフト・オン・デマンド 10月号 VOL.25（ソフト・オン・デマンド） - グラビア「やっぱりおっぱいが好き!」
- 週刊プレイボーイ 2021年11月29日号 No.48（集英社） - インタビュー「ボジョレーAV女優解禁!!!」[33]
- 月刊FANZA 2023年3月号（ジーオーティー）- インタビュー「人気女優NOW」